# Billbergia leptopoda
Billbergia leptopoda là một loài thực vật có hoa trong họ Bromeliaceae. Loài này được L.B.Sm. mô tả khoa học đầu tiên năm 1945.

## Hình ảnh

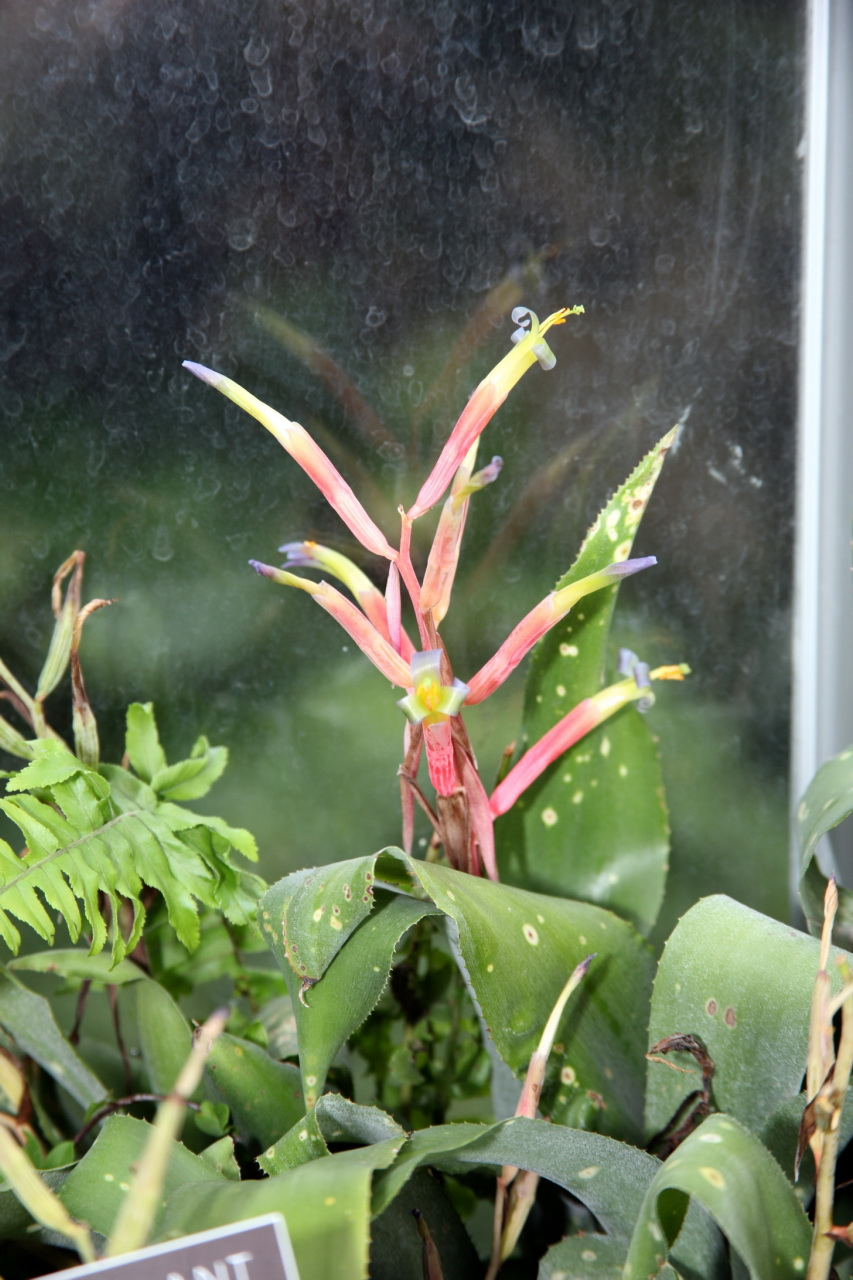
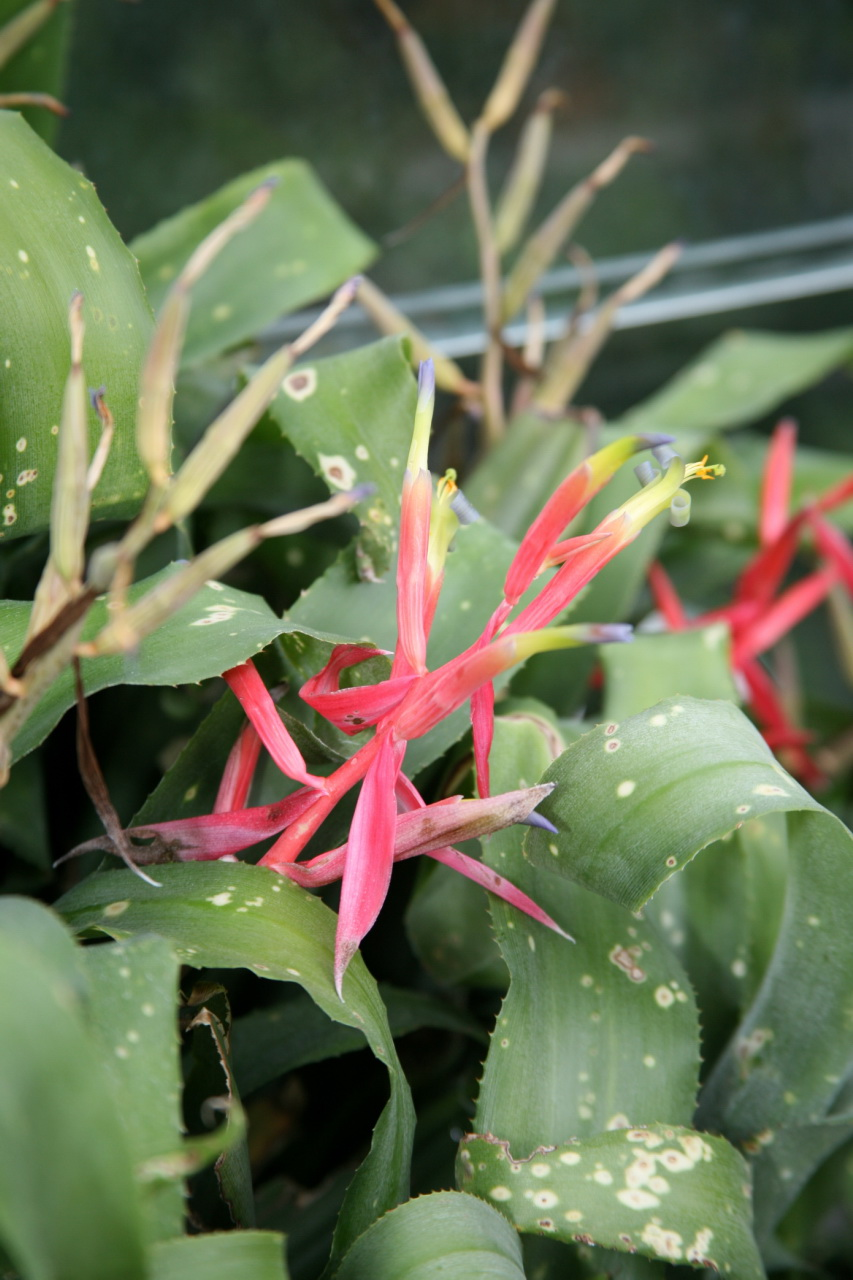